# Майкл Гаррінгтон
Едвард Майкл Гаррінгтон (англ. Edward Michael Harrington; 24 лютого 1928 — 31 липня 1989) — американський демократичний соціаліст, активіст, політичний теоретик, публіцист, професор політології та засновник організації Демократичні соціалісти Америки.

## Особисте життя
Народився в Сент-Луїсі, штат Міссурі, 24 лютого 1928 року в ірландсько-американській родині. Закінчив Чиказький університет (магістр англійської літератури) та Єльську юридичну школу . В юності  цікавився як лівою політикою, так і римо-католицизмом. Приєднався до католицького робітничого руху Дороті Дей, суспільного руху, який наголошував на соціальній справедливості та ненасильстві. Помер від раку стравоходу в Ларчмонті, штат Нью-Йорк, 31 липня 1989 р.
30 травня 1963 одружився зі Стефані Гервіс, публіцисткою та співробітницею «Village Voice». Після смерті Гаррінгтон вона виховала їхніх двох дітей. Померла 8 листопада 2008 року в 71-річному віці. 

## Релігійні переконання
Гаррінгтон був редактором газети «Католицький робітник» у 1951–1953 роках, але розчарувався в релігії та став атеїстом, хоча завжди зберігав певну прихильність до католицької культури.
У своїй статті «Політика на похоронах Бога» Гаррінгтон висловлював думку, що релігія відходить у забуття, але переживав, що це призводило до того, що західні суспільства втратили моральну основу, щоб надихнути на доброчесність або визначити загальні цінності. Він пропонував демократичному соціалізму взяти на себе роботу зі створення моральної основи, врятувати цінності прогресивного іудаїзму та християнства «але не в релігійній формі».

## Політична діяльність
Його відчуження від релігії супроводжувалося зростаючим інтересом до марксизму та світського соціалізму. Після виходу з «Католицького робітника» Гаррінгтон став членом Незалежної соціалістичної ліги (ISL), невеликої організації, пов'язаної з колишнім троцькістським активістом Максом Шахтманом . Гаррінгтон і Шахтман вважали, що соціалізм, як справедливе і цілком демократичне суспільство, не може бути реалізований авторитарним комунізмом радянського типу. Вони обидва жорстко критикували «бюрократичні колективістські» держави у Східній Європі.
У 1955 році Гаррінгтон потрапив до індексу ФБР,  список якого в 1939 році містив понад 10 мільйонів імен активістів, яких вважали «небезпечними персонажами». Їх мали розмістити в таборах у разі надзвичайної ситуації в країні.  Пізніше Гаррінгтон потрапив до головного списку політичних опонентів Ніксона.
Після того, як Соціалістична партія Нормана Томаса поглинула ISL Шахтмана в 1957 році, Гаррінгтон схвалив стратегію Шахтмана працювати як частина Демократичної партії, а не фінансувати кандидатів як соціалістів. Хоча Гаррінгтон особисто себе ідентифікував із соціалізмом Томаса та Юджина Дебса, найбільш послідовною ниткою, яка проходила через його життя та діяльність, було «ліве крило можливого в Демократичній партії».
Гаррінгтон працював першим редактором офіційної щотижневої газети «Нова Америка» Соціалістичної партії-Соціал-демократичної федерації, заснованої в жовтні 1960 року.
У 1962 р. він опублікував книгу «Інша Америка: бідність у Сполучених Штатах», за яку був нагороджений премією Джорджа Полка та премією Сідні. Поступово він став широко читаним інтелектуальним і політичним публіцистом, а в 1972 році видав другий бестселер «Соціалізм».
Гаррінгтон був присутній у червні 1962 року на установчій конференції організації «Студенти за демократичне суспільство».
На початку 70-х років керівна фракція Соціалістичної партії продовжувала підтримувати мир на основі переговорів про припинення війни у В'єтнамі, думка, яку, як прийшов Гарінгтон, більше не була життєздатною. Більшість змінила назву організації на Соціал-демократи, США . Програвши на з'їзді, Гаррінгтон подав у відставку і разом зі своїми прихильниками створив Демократичний соціалістичний оргкомітет.
Гаррінгтон заявив, що соціалістам доведеться діяти через Демократичну партію, щоб здійснити свою політику, мотивуючи це тим, що кількість соціалістичних виборців зменшилася з піку приблизно в один мільйон у роки Першої світової війни до кількох тисяч у 1950-х роках. Він розглядав можливість висунення своєї кандидатури в президенти від Демократичної партії на виборах 1980 року проти президента Джиммі Картера, але  після оголошення сенатором Тедом Кеннеді своєї участі у виборах вирішив не балотуватися та підтримав Кеннеді.
У 1982 році Демократичний соціалістичний оргкомітет об'єднався з Новим американським рухом, організацією активістів нових лівих, утворивши Демократичні соціалісти Америки. Гаррінгтон був головою ДСА з моменту створення і до своєї смерті.
Гаррінгтон був призначений професором політичних наук у Квінс-коледжі у Флашингу, штат Нью-Йорк, у 1972 році. Він написав 16 книг. Гаррінгтону також приписують авторство терміну неоконсерватизм. Протягом 1980-х він писав коментарі для Національного громадського радіо. Міський університет Нью-Йорка створив «Центр демократичних цінностей та соціальних змін імені Майкла Гаррінгтона» у Квінс-коледжі.